# Les Litanies de Satan

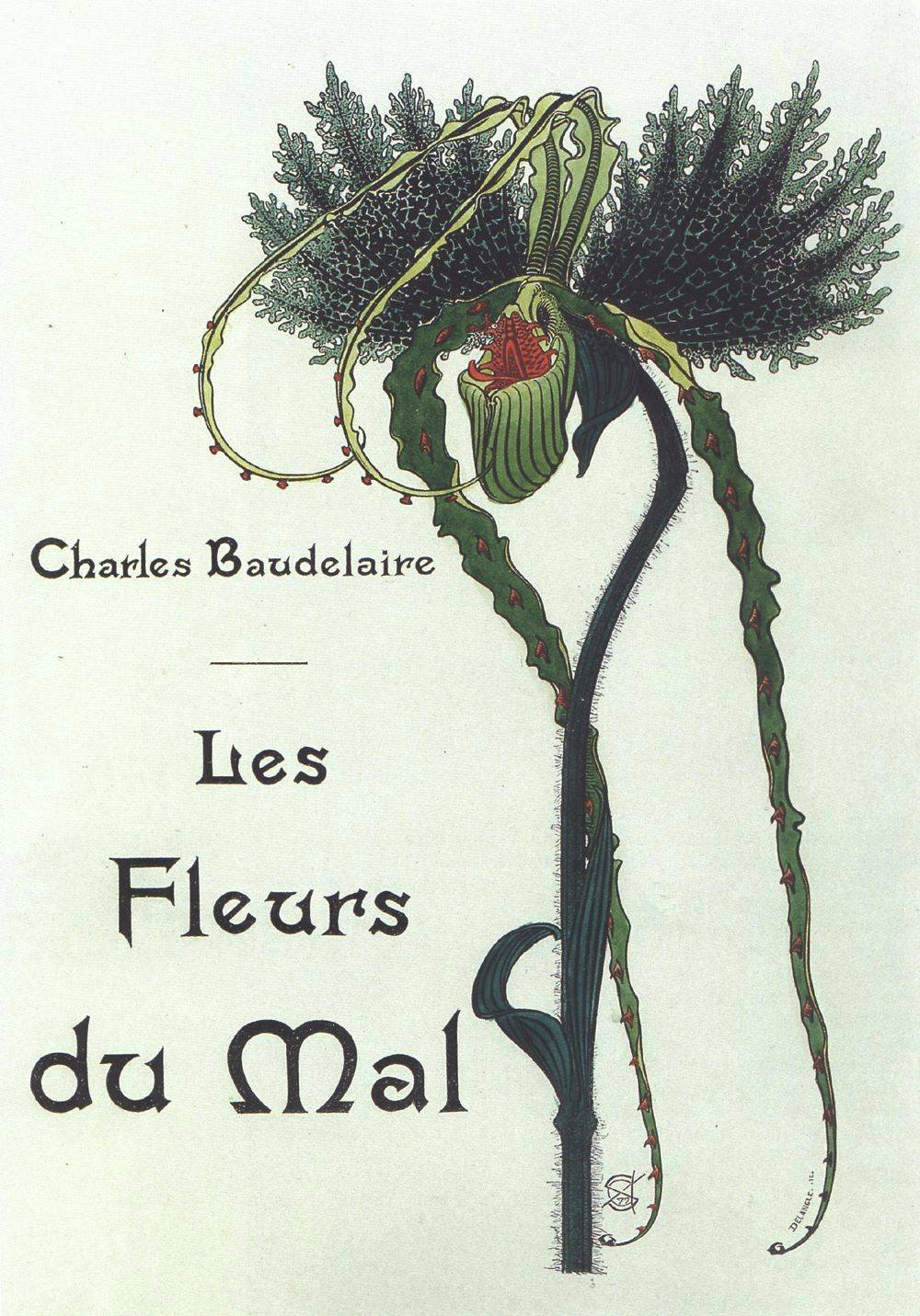
Couverture des Fleurs du Mal par le peintre allemand Carlos Schwabe, édition de 1900.

Les Litanies de Satan est un poème de Charles Baudelaire, l'un des trois publiés dans la partie Révolte des Fleurs du mal. Sa date d'écriture est inconnue, mais rien n'indique qu'il ait été composé à un autre moment que le reste de l'œuvre.

## Description
Le poème est une abjuration de la religion et en particulier du catholicisme.
Il inclut une inversion blasphématoire du Kyrie Eleison et du Gloria, éléments de la messe catholique, ou bien substitue Satan à Marie dans la liturgie qui lui est consacrée.
Le poète prétend éprouver de la sympathie pour Satan, qui lui aussi a connu l'injustice et est capable de pitié pour ceux qui sont exclus.

## Baudelaire et Satan

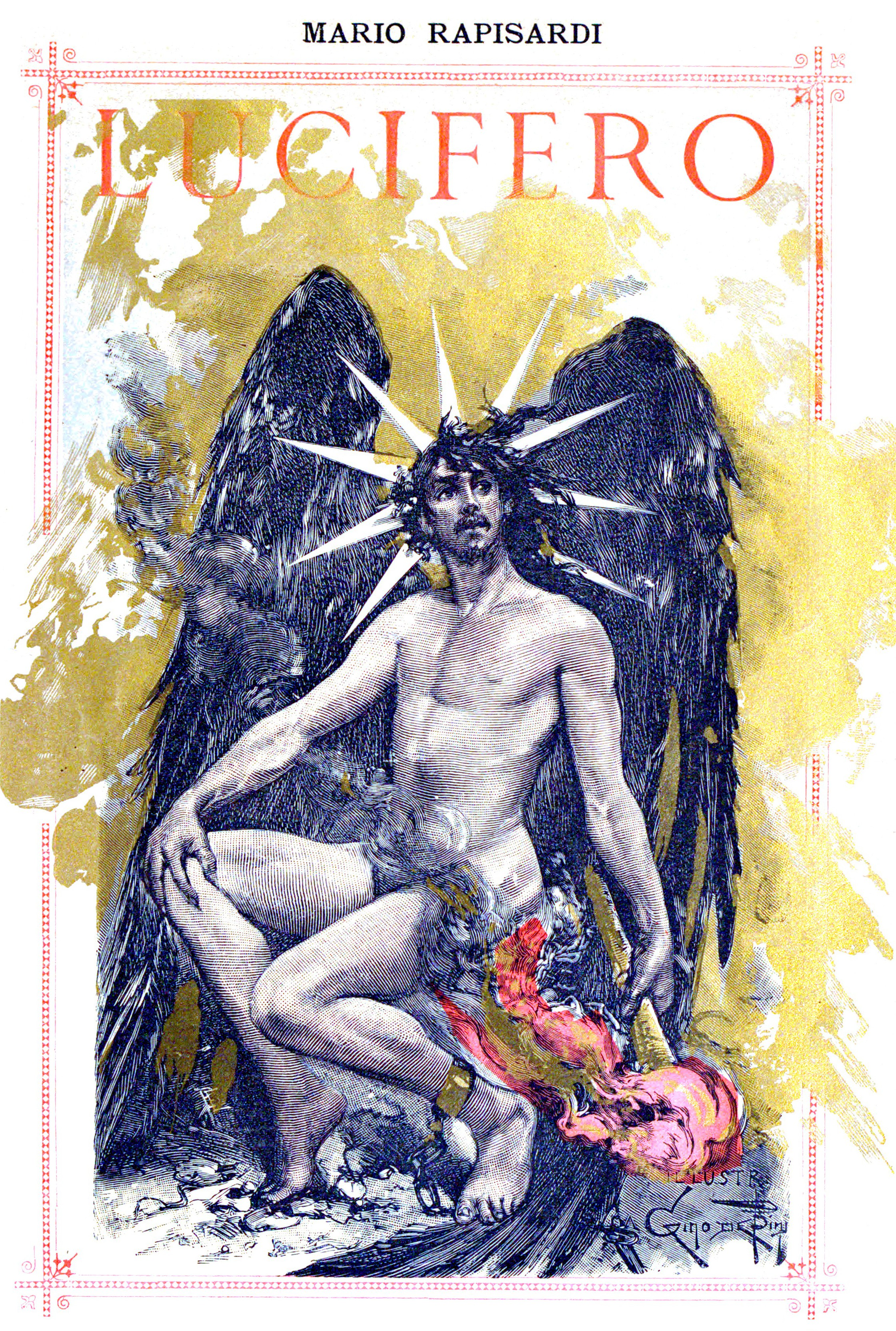
Représentation de Satan dans la poésie du XIXe siècle, ici la couverture de Mario Rapisardi, Lucifero (postérieur aux Fleurs du Mal).

Baudelaire fit précéder le poème d'une note expliquant qu'il n'avait pas fait allégeance personnelle à Satan.
C'est le seul poème de Baudelaire qui place Satan dans le titre ; cependant, le premier poème des Fleurs du Mal contient déjà le vers « C'est le Diable qui tient les fils qui nous remuent. ».
Lorsque Gustave Flaubert reproche à Baudelaire d'avoir « insisté trop sur l'Esprit du Mal », le poète répond « J’ai été frappé de votre observation, et, étant descendu très sévèrement dans le souvenir de mes rêveries, je me suis aperçu que, de tout temps, j’ai été obsédé par l’impossibilité de me rendre compte de certaines actions ou pensées soudaines de l’homme, sans l’hypothèse de l’intervention d’une force méchante, extérieure à lui. ». Baudelaire croirait donc en une certaine existence d'une incarnation du mal. Jonathan Culler qualifie cette attitude de « réactionnaire » au sein du XIXe siècle, par opposition à son image d'homme moderne.

## Réception
Algernon Swinburne y voit la clé des Fleurs du mal,.
Nonobstant la précaution de l'ajout de la note d'avertissement, le poème est cité dans le réquisitoire du procureur au procès des Fleurs du mal comme une atteinte à la morale religieuse. Toutefois, Charles Baudelaire et les éditeurs ne seront finalement condamnés que pour outrage à la morale publique et aux bonnes mœurs et relaxés pour l'outrage à la morale religieuse, le procureur reconnaissant que si le premier est indubitablement constitué, l'auteur a pu « faire de l’étrange plutôt que du blasphème », sans qu'il ait l'intention du blasphème et s'en remettant au tribunal. Les Litanies de Satan ne sera pas repris dans la liste de ceux contenant un outrage à la morale publique, et ne fait pas partie des pièces censurées,,,.
Le poème est resté jusqu'à nos jours une source d'inspiration pour les satanistes.

## Œuvres dérivées

### En musique
Après une première mise en musique avant-gardiste en 1979, le poème a inspiré divers groupes de metal au début des années 2000. Plus récemment, une version classique a été proposée sur une musique classique religieuse.
Le compositeur de musique contemporaine Thierry Escaich utilisa le texte des Litanies de Satan dans son oeuvre "Ad Ultimas Laudes", écrite pour chœur de douze voix mixtes a capella.

#### Version de Diamanda Galàs
La soprano Diamanda Galàs en 1979 est la première à mettre en musique sur un support dont une trace nous est parvenue le poème. Elle est considérée comme provocatrice, et passe quelques séjours en hôpital psychiatrique.
Ce morceau sera utilisé dans le film français de 2002 Bloody Mallory.
En 2011, lors de sa dixième édition, le LUFF - Lausanne Underground Film and Music Festival - en diffuse une version filmée.

#### Version de Theatres des Vampires
Le groupe de metal gothique italien Theatres des Vampires réalise une version musicale du poème, et le publie en 2001 sur la dernière piste de l'album Bloody Lunatic Asylum. La Sonate au clair de lune de Beethoven est choisie comme support. Les nombreux « Ô Satan, prends pitié de ma longue misère! » issus du Kyrie entrecoupant le poème sont omis.
Le tempo est calme, la partie instrumentale met en valeur le piano, la diction du poème en français par la chanteuse alors secondaire du groupe, Sonya Scarlet, s'étend sur la majeure partie des quatre premières minutes du titre, accompagnée des chuchotements d'un chœur, d'effet identique à ceux des personnages incarnant des vampires sur d'autres titres du groupe ; à la fin du titre, le murmure continue une trentaine de seconde avant de laisser la place au piano seul.

#### Versions black metal
En 1993, le groupe de black metal grec Necromantia réalise une version black metal, et la diction associée, pour son premier album Crossing the Fiery Path. Les paroles utilisent une traduction en anglais.
En 2000, le groupe de black metal norvégien Gorgoroth fit une version dans leur langue sous le titre Litani til Satan sur l'album Incipit Satan.
Animus Herilis, groupe français, fait figurer une partie du poème sur la piste Requiem de leur seul album Recipere Ferum (2005).
En 2011, Ancient Rites, groupe belge alors de black metal, s'inspire du poème pour son titre Exile sur l'album Dim Carcosa. Le titre reprend des thèmes du poème, mais offre des paroles originales.
En 2016, le groupe de black metal gothique Rotting Christ ajoute sa version, issue de l'album Rituals. On retrouve au chant, en special guest, Vorph, leader du groupe de metal suisse Samael.

#### Version du groupe Anakarsis
En 2018, Anakarsis un groupe de Poèmes-Rock propose une interprétation des Litanies de Satan sur sa page Bandcamp et Youtube. Le texte de Baudelaire est ici chanté avec en arrière plan des chœurs qui reprennent la litanie "Ô Satan, prends pitié de ma longue misère!". La musique est basée sur des séquences basse, batterie mais aussi des synthétiseurs qui ajoutent une touche moderne. Un riff principal de guitare électrique ajoute à ce titre une sonorité plutôt Heavy metal dans un style Marilyn Manson ou Nine Inch Nails.

### Au cinéma
En 1990, le réalisateur Jean-Daniel Pollet fait lire dans son film Contretemps à Philippe Sollers le poème.